# Joelinton
Joelinton, właśc. Joelinton Cassio Apolinário de Lira (ur. 14 sierpnia 1996 w Aliansie) – brazylijski piłkarz występujący na pozycji pomocnika lub napastnika w angielskim klubie Newcastle United oraz w reprezentacji Brazylii.

## Życiorys
Jest wychowankiem Sport Club do Recife. W barwach tego klubu 2 listopada 2014 zadebiutował w rozgrywkach Campeonato Brasileiro Série A. Miało to miejsce w wygranym 1:0 meczu z Figueirense FC. 1 lipca 2015 odszedł za 2,2 miliona euro do niemieckiego TSG 1899 Hoffenheim. W Bundeslidze zagrał po raz pierwszy 18 grudnia 2015 w przegranym 0:1 spotkaniu z FC Schalke 04. Do gry wszedł w 90. minucie, zastępując Jonathana Schmida. Od 1 lipca 2016 do 30 czerwca 2018 przebywał na wypożyczeniu w austriackim Rapidzie Wiedeń.